# Operation Bowline
Die Operation Bowline war eine Serie von 48 US-amerikanischen Kernwaffentests, die 1968 und 1969 auf der Nevada Test Site in Nevada durchgeführt wurde.

## Die einzelnen Tests der Bowline-Serie
| #  | Bombe                               | Datum / Zeit (GMT)           | Testgelände                                                       | Testart | Sprengkraft   | Anmerkungen                                                       |
| -- | ----------------------------------- | ---------------------------- | ----------------------------------------------------------------- | ------- | ------------- | ----------------------------------------------------------------- |
| 1  | Spud                                | 17. Juli 1968 14:00 Uhr      | Area 3fy                                                          | Schacht | <20 kT        |                                                                   |
| 2  | Tanya                               | 30. Juli 1968 13:00 Uhr      | Area 2dt                                                          | Schacht | 20 bis 200 kT |                                                                   |
| 3  | Imp                                 | 9. August 1968 13:00 Uhr     | Area 2bj                                                          | Schacht | <20 kT        |                                                                   |
| 4  | Rack                                | 15. August 1968 17:00 Uhr    | Area 9ap                                                          | Schacht | <20 kT        |                                                                   |
| 5  | Diana Moon                          | 27. August 1968 16:30 Uhr    | Area 11e                                                          | Schacht | <20 kT        |                                                                   |
| 6  | Sled                                | 29. August 1968 22:45 Uhr    | Area 19i                                                          | Schacht | 20 bis 200 kT |                                                                   |
| 7  | Noggin                              | 6. September 1968 14:00 Uhr  | Area 9bx                                                          | Schacht | 20 bis 200 kT |                                                                   |
| 8  | Knife A                             | 12. September 1968 14:00 Uhr | Area 3fb                                                          | Schacht | <20 kT        |                                                                   |
| 9  | Stoddard                            | 17. September 1968 14:00 Uhr | Area 2cms                                                         | Schacht | 31 kT         | Test im Rahmen der Operation Plowshare                            |
| 10 | Hudson Seal                         | 24. September 1968 17:05 Uhr | Area 12n.04                                                       | Tunnel  | <20 kT        |                                                                   |
| 11 | Knife C                             | 3. Oktober 1968 14:29 Uhr    | Area 3er                                                          | Schacht | <20 kT        |                                                                   |
| 12 | Welder                              | 3. Oktober 1968 14:00 Uhr    | Area 3fs                                                          | Schacht | <20 kT        |                                                                   |
| 13 | Vat                                 | 10. Oktober 1968 14:30 Uhr   | Area 9cf                                                          | Schacht | <20 kT        |                                                                   |
| 14 | Hula                                | 29. Oktober 1968 15:36 Uhr   | Area 9bu                                                          | Schacht | <20 kT        |                                                                   |
| 15 | Bit-A Bit-B                         | 31. Oktober 1968 18:30 Uhr   | Area 3gt                                                          | Schacht | <20 kT <20 kT | Simultanzündung zweier verschiedener Bomben in einem Schacht      |
| 16 | File                                | 31. Oktober 1968 18:30 Uhr   | Area 3gb                                                          | Schacht | <20 kT        |                                                                   |
| 17 | Crew                                | 4. November 1968 15:15 Uhr   | Area 2db                                                          | Schacht | 20 bis 200 kT |                                                                   |
| 18 | Crew-2nd Crew-3rd                   | 4. November 1968 15:16 Uhr   | Area 2db                                                          | Schacht | <20 kT <20 kT | Simultanzündung zweier verschiedener Bomben in einem Schacht      |
| 19 | Knife B                             | 15. November 1968 15:45 Uhr  | Area 3dz                                                          | Schacht | <20 kT        |                                                                   |
| 20 | Auger                               | 15. November 1968 15:30 Uhr  | Area 3fx                                                          | Schacht | <20 kT        |                                                                   |
| 21 | Ming Vase                           | 20. November 1968 18:00 Uhr  | Area 16a.04                                                       | Tunnel  | <20 kT        |                                                                   |
| 22 | Tinderbox                           | 22. November 1968 16:19 Uhr  | Area 9az                                                          | Schacht | <20 kT        |                                                                   |
| 23 | Schooner                            | 8. Dezember 1968 16:00 Uhr   | Area 20u                                                          | Krater  | 30 kT         | Test im Rahmen der Operation Plowshare                            |
| 24 | Tyg-A Tyg-B Tyg-C Tyg-D Tyg-E Tyg-F | 12. Dezember 1968 15:10 Uhr  | Area 2dc1e Area 2dc2d Area 2dc3x Area 2dc4a Area 2dc5b Area 2dc6f | Schacht | <20 kT        | Simultanzündung von sechs verschiedenen Bomben in sechs Schächten |
| 25 | Bay Leaf                            | 12. Dezember 1968 15:00 Uhr  | Area 3gq                                                          | Schacht | <20 kT        |                                                                   |
| 26 | Scissors                            | 12. Dezember 1968 15:20 Uhr  | Area 3gh                                                          | Schacht | <20 kT        |                                                                   |
| 27 | Benham                              | 19. Dezember 1968 16:30 Uhr  | Area 20c                                                          | Schacht | 1,15 MT       |                                                                   |
| 28 | Packard                             | 15. Januar 1969 19:00 Uhr    | Area 2u                                                           | Schacht | 10 kT         |                                                                   |
| 29 | Wineskin                            | 15. Januar 1969 19:30 Uhr    | Area 12r                                                          | Schacht | 20 bis 200 kT |                                                                   |
| 30 | Shave                               | 22. Januar 1969 15:00 Uhr    | Area 3gk                                                          | Schacht | <20 kT        |                                                                   |
| 31 | Vise                                | 30. Januar 1969 15:00 Uhr    | Area 3ej                                                          | Schacht | 20 bis 200 kT |                                                                   |
| 32 | Biggin                              | 30. Januar 1969 15:17 Uhr    | Area 9bz                                                          | Schacht | <20 kT        |                                                                   |
| 33 | Nipper                              | 4. Februar 1969 15:00 Uhr    | Area 3gl                                                          | Schacht | <20 kT        |                                                                   |
| 34 | Winch                               | 4. Februar 1969 15:00 Uhr    | Area 3gf                                                          | Schacht | <20 kT        |                                                                   |
| 35 | Cypress                             | 12. Februar 1969 16:18 Uhr   | Area 12g.09                                                       | Tunnel  | <20 kT        |                                                                   |
| 36 | Valise                              | 18. März 1969 14:30 Uhr      | Area 9by                                                          | Schacht | <20 kT        |                                                                   |
| 37 | Chatty                              | 18. März 1969 14:40 Uhr      | Area 2bn                                                          | Schacht | <20 kT        |                                                                   |
| 38 | Barsac                              | 20. März 1969 18:12 Uhr      | Area 3gc                                                          | Schacht | <20 kT        |                                                                   |
| 39 | Coffer                              | 21. März 1969 14:30 Uhr      | Area 2de                                                          | Schacht | <20 kT        |                                                                   |
| 40 | Gourd-Amber Gourd-Brown             | 24. April 1969 13:04 Uhr     | Area 2bf Area 2bl                                                 | Schacht | <20 kT <20 kT | Simultanzündung zweier verschiedener Bomben in zwei Schächten     |
| 41 | Thistle                             | 30. April 1969 17:00 Uhr     | Area 7t                                                           | Schacht | 20 bis 200 kT |                                                                   |
| 42 | Blenton                             | 30. April 1969 17:00 Uhr     | Area 7p                                                           | Schacht | 20 bis 200 kT |                                                                   |
| 43 | Purse                               | 7. Mai 1969 13:45 Uhr        | Area 20v                                                          | Schacht | 20 bis 200 kT |                                                                   |
| 44 | Aliment                             | 15. Mai 1969 18:00 Uhr       | Area 3gj                                                          | Schacht | <20 kT        |                                                                   |
| 45 | Torrido                             | 27. Mai 1969 14:15 Uhr       | Area 7w                                                           | Schacht | 20 bis 200 kT |                                                                   |
| 46 | Ipecac-A Ipecac-B                   | 27. Mai 1969 14:00 Uhr       | Area 3hka Area 3hkb                                               | Schacht | <20 kT <20 kT | Simultanzündung zweier verschiedener Bomben in zwei Schächten     |
| 47 | Tapper                              | 12. Juni 1969 14:00 Uhr      | Area 3go                                                          | Schacht | <20 kT        |                                                                   |
| 48 | Bowl-1 Bowl-2                       | 26. Juni 1969 16:00 Uhr      | Area 2bo1 Area 2bo2                                               | Schacht | <20 kT <20 kT | Simultanzündung zweier verschiedener Bomben in zwei Schächten     |